# Storliens järnvägsstation
Storliens järnvägsstation är en järnvägsstation i Storlien, Åre kommun som binder samman den norska Meråkerbanan och den svenska Mittbanan. Tillsammans utgör banorna den mellanriksbana som går mellan Sundsvall och Trondheim. 1881 stod mellanriksbanan färdig och 1882 invigdes den, av konung Oscar II. Ceremonin hölls i Storlien. Järnvägsstationen ligger på 600 meter över havet och är därmed Sveriges högst belägna. 
Stationen är byggd i trä efter ritningar av SJ:s chefsarkitekt, Adolf W. Edelsvärd.

## Galleri

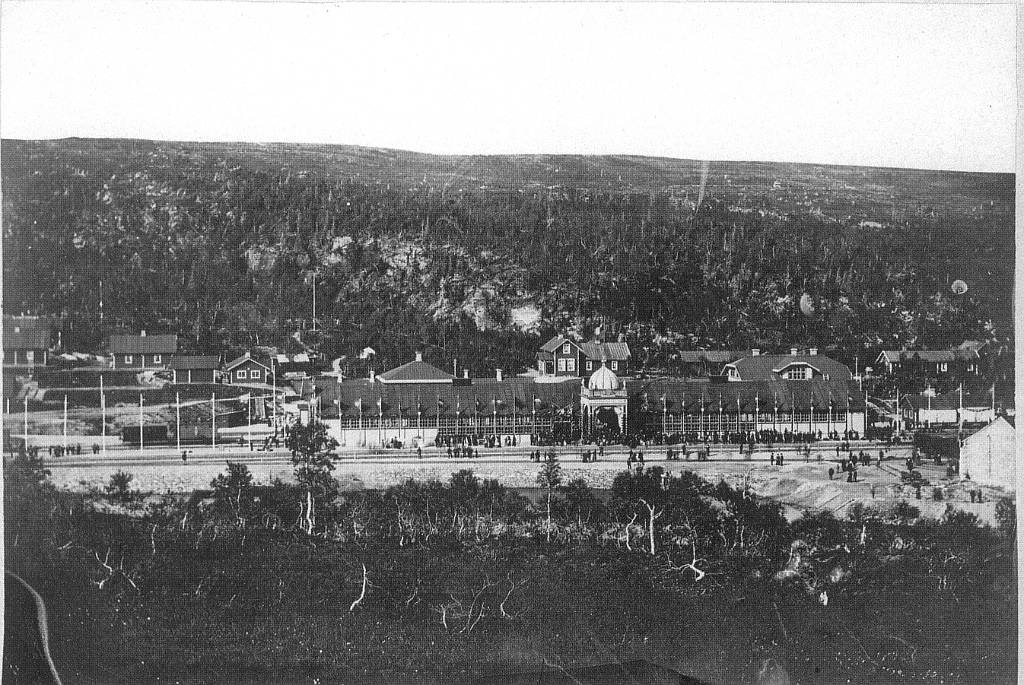
1882, invigningen av Mittbanan / Meråkerbanan
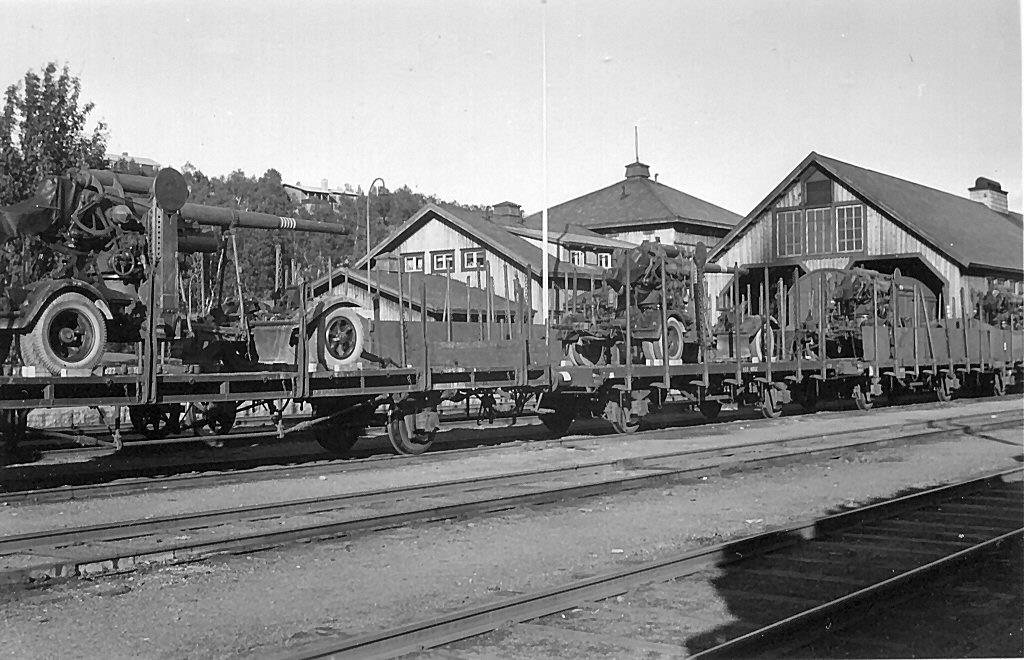
1940, transittrafik
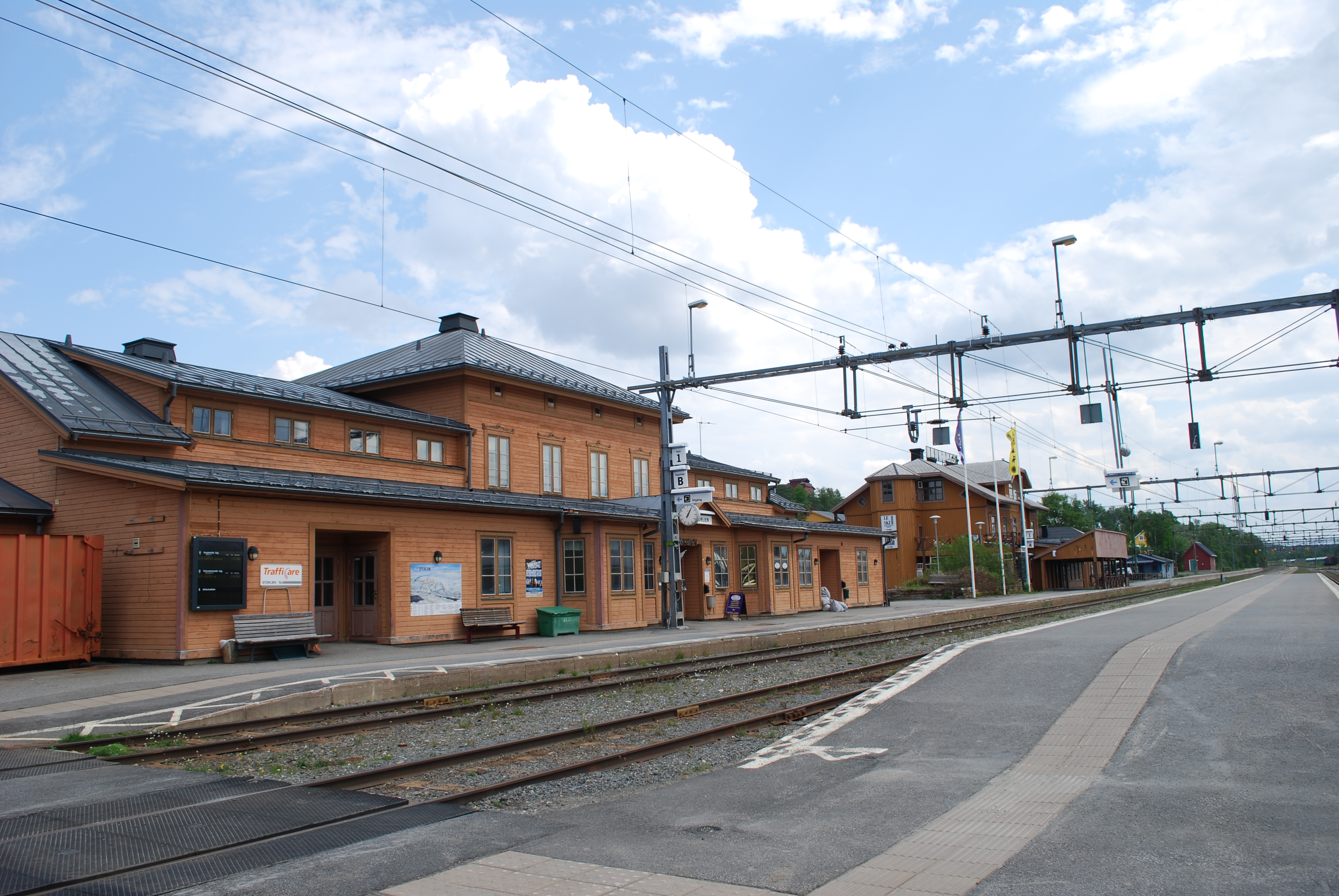
Södra fasaden
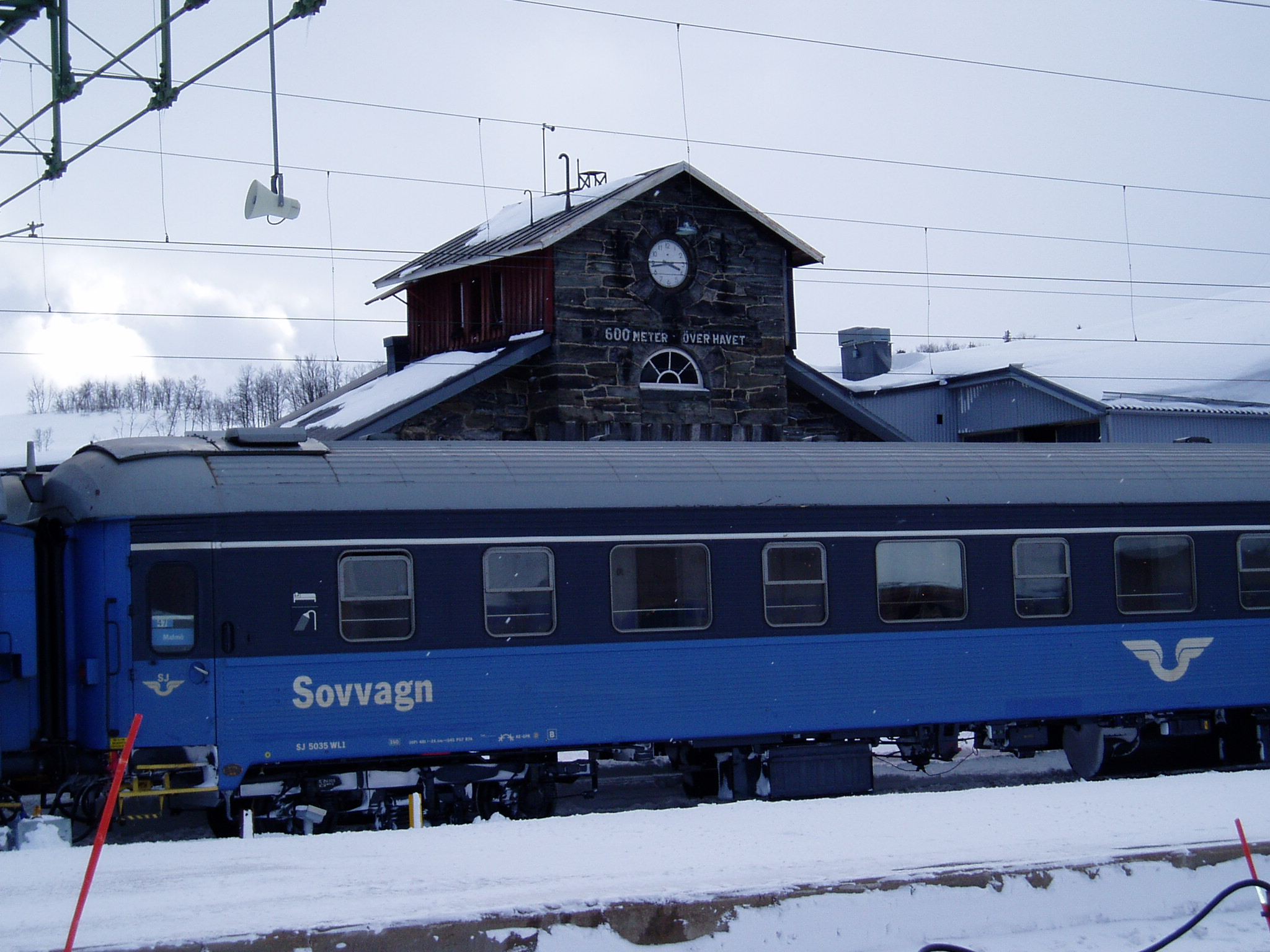
Lokstall
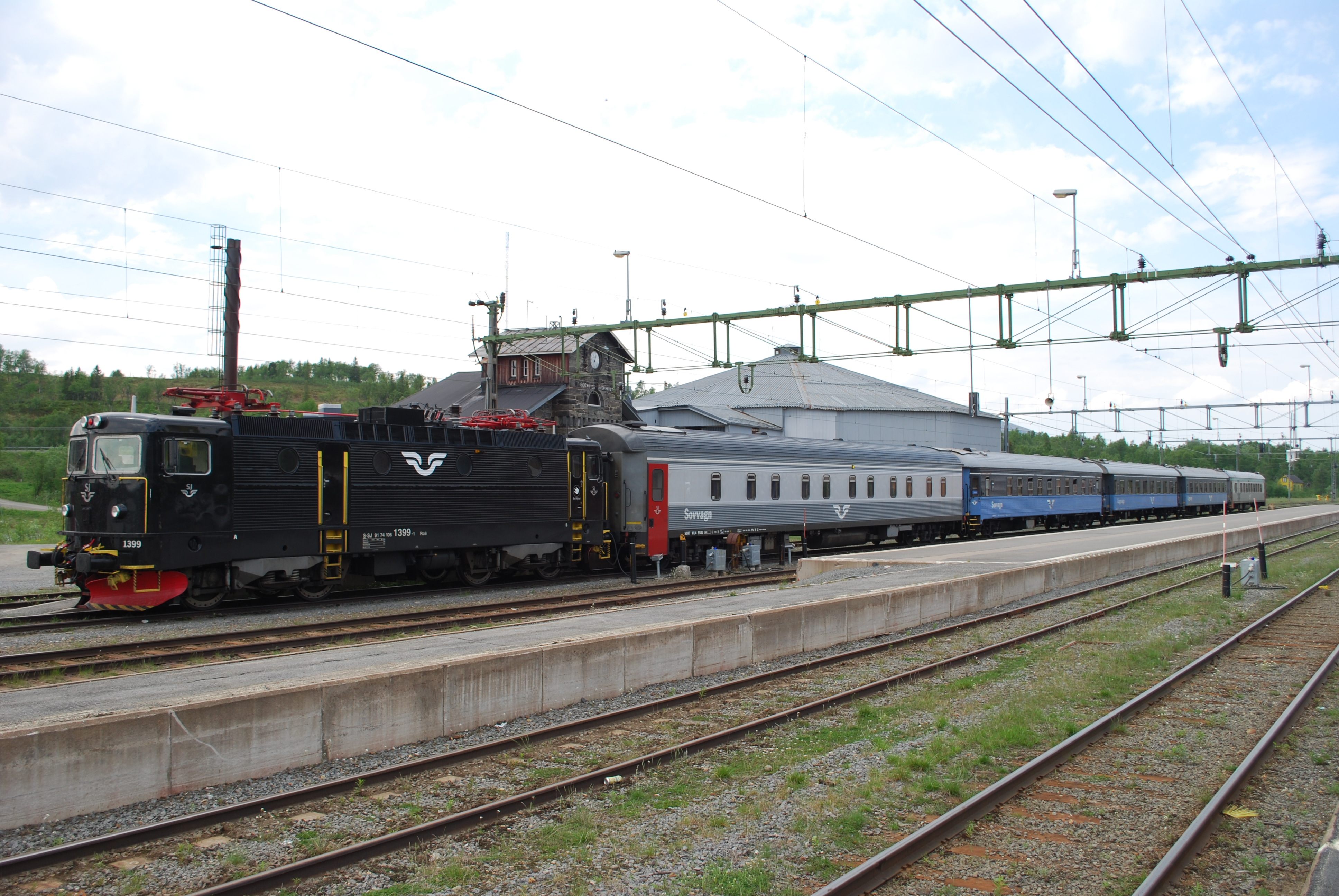
Södra stationsområdet